# Lean Six Sigma
Cet article court présente un sujet plus développé dans : Lean (production) et Six Sigma.
 (mai 2024).
Si vous disposez d'ouvrages ou d'articles de référence ou si vous connaissez des sites web de qualité traitant du thème abordé ici, merci de compléter l'article en donnant les références utiles à sa vérifiabilité et en les liant à la section « Notes et références ».
Lean Six Sigma (LSS) est une méthode de management de la qualité qui s'appuie sur l'amélioration de la performance des processus en éliminant systématiquement les déchets, temps-morts et gaspillages (le superflu) tout en améliorant la qualité, la standardisation (réduction des variations) et l'adéquation au besoin client.
Elle combine deux méthodes d'amélioration continue des processus : le Lean Management (mis au point dans les usines Toyota) et la méthode Six Sigma, ou Lean Six Sigma, (née au sein du groupe MOTOROLA).
La formation à ces méthodes est organisée selon un système croissant de ceintures de couleur, de la « ceinture blanche » (en anglais : White Belt) à la « ceinture noire » (Black Belt).